# Jamie Hickox
Pour les articles homonymes, voir Hickox.
Jamie Hickox, né le 8 février 1964 à Oakville, est un joueur professionnel de squash représentant l'Angleterre puis le Canada. Il atteint le 17e rang mondial en août 1987, son meilleur classement. Il est champion du Canada en 1986. 
Une fois retiré du circuit professionnel, il entraîne l'équipe de Malaisie de 1993 à 1997 puis de 2006 à 2010 avec des joueurs comme Nicol David, Mohd Azlan Iskandar et Ong Beng Hee puis il est directeur de la performance avec Squash Canada de 2011 à 2017.

## Palmarès

### Titres
- Championnats du Canada : 1986
- Championnats d'Europe par équipes : 1987 (avec l'Angleterre)